# Mahiliou
Mahiliou (transcripció del belarús: Магілёў) o Moguiliov (transliteració del rus: Могилёв), antigament transcrit com Moguilev, és una ciutat de la Belarús oriental, a 75 km de la frontera amb l'óblast de Smolensk, Rússia, i a 233 de la capital, Minsk. La població de la ciutat és de 360.918 habitants el 2011, la qual cosa la converteix en la tercera ciutat del país per nombre de població.

## Fills il·lustres
- Benar Heifetz (1899-1974), violoncel·lista.
- Modest Altschuler (1873-1963), director d'orquestra.
- Irving Berlin (1888-1989), compositor.